# 尖叶瘿螨属
尖叶瘿螨属（学名：Acaphylla）为瘿螨科的一个属。
该属的物种发现于北美洲。

## 下级分类
本属包括以下物种：
- Acaphylla acromia (Nalepa, 1891)
- 斯氏尖叶瘿螨 Acaphylla steinwedeni Keifer, 1943[2]
- Acaphylla theae (Watt, 1898)
- Acaphylla theavagrans Kadono, 1992